# Eustiromastix intermedius
Eustiromastix intermedius là một loài nhện trong họ Salticidae.
Loài này thuộc chi Eustiromastix. Eustiromastix intermedius được María Elena Galiano miêu tả năm 1979.